# بخش جهان‌آباد
بخش جهان‌آباد (انگلیسی: Jehanabad district) از بخش‌های ایالت بیهار هند است.